# 2019년 정동진독립영화제
제21회 정동진독립영화제는 2019년 8월 2일에 열린 시상식이다.

## 수상 및 후보

### 땡그랑동전상
- 스트레인저 - 김유준 수상
- 나는보리 - 김진유 수상
- 안느 체크소위코프와 일곱 편의 영화들 - 유영주 수상

### 단편
- 왜냐하면 오늘 사랑니를 뽑았잖아요 - 루돌프 한
- 젖꼭지 - 김용승
- 매몽 - 박강
- 유월 - 이병윤
- 기대주 - 김선경
- 주근깨 - 김지희
- 쉬는 시간 - 최다니엘
- 다운 - 이우수
- 봄밤 - 윤대원
- 박미숙 죽기로 결심하다 - 윤미영
- 갓건담 - 이준섭
- 레오 - 이덕찬
- 해미를 찾아서 - 허지은 외 1명
- 안녕, 민영 - 정서인
- 춤추는 개구리 - 김진만
- 사랑은 꿈과 현실의 외길목에서 - 최희승
- 벌룬 - 신현우
- 30초간 - 윤가영
- 할머니의 케이크 - 김준아
- 나의 새라씨 - 김덕근
- 소년의 자리 - 김혜영
- 핑크페미 - 남아름
- 스트레인저 - 김유준
- 안느 체크소위코프와 일곱 편의 영화들 - 유영주
- 엄청난 숙제 - 놈디안

### 장편
- 나는보리 - 김진유
- 파도를 걷는 소년 - 최창환